# Georgeantha hexandra
Georgeantha hexandra là một loài thực vật có hoa trong họ Ecdeiocoleaceae. Loài này được B.G.Briggs & L.A.S.Johnson mô tả khoa học đầu tiên năm 1998.